# Корчагин, Евгений Николаевич
Евгений Николаевич Корчагин (3 июля 1945, Кратово, Московская область — 25 мая 2015, Санкт-Петербург) — российский деятель культуры, директор Центрального военно-морского музея (1991—2004), заместитель директора Государственного музея-памятника Исаакиевский собор (Санкт-Петербург) (с 2004 года), заслуженный работник культуры Российской Федерации (2010).

## Биография
Родился 3 июля 1945 года в поселке Кратово Раменского района Московской области.
В 1970 окончил Высшее военно-морское училище им. М. В. Фрунзе.
С 1970 по 1991 проходил военную службу в ВМФ СССР: матрос; заместитель командира соединения ракетных катеров; капитан 1-го ранга.
В 1984 — окончил Военно-политическую академию им. В. И. Ленина.
В 1991 — окончил Академию общественных наук ЦК КПСС.
С 1991 по 2004 года был начальником Центрального военно-морского музея в звании капитана I ранга.
В 2003 защитил кандидатскую диссертацию по проблемам музейной педагогики (тема: «Историко-патриотическое воспитание средствами музейной деятельности»).
С 2004 года работал заместителем директора "Государственного музея-памятника «Исаакиевский собор».
Организовал программы «Музей — школе», ежегодные межпредметные научные олимпиады для школьников, художественные мастер-классы «Дети рисуют в храме», а также стали проводиться вечерние и ночные посещения экскурсантами колоннады Исаакиевского собора, вечерние экскурсии по соборам. При его участии в музее разработан комплекс программ по приему посетителей на колясках и слабовидящих.
Умер 25 мая 2015 года в Санкт-Петербурге.

## Общественная деятельность
- советник Российской академии ракетно-артиллерийских наук
- Президиум Союза музеев России
- Трижды член президиума ИКОМ России
- Правление Союза творческих музейных работников Санкт-Петербурга и Ленинградской области
- Заместитель председателя межведомственного музейного совета при Комитете по культуре Правительства Санкт-Петербурга
- Научный совет Общероссийской общественно-государственной организации «Российское военно-историческое общество»[3]

## Награды
- Юбилейная медаль «Двадцать лет Победы в Великой Отечественной войне 1941—1945 гг.»[4]
- Орден Почёта (1998)[4]
- Медаль «За трудовую доблесть» (1988)[4]
- Юбилейная медаль «300 лет Российскому флоту» (1996)[4]
- Медаль «В память 300-летия Санкт-Петербурга» (2003)[4]
- Звание «Заслуженный работник культуры Российской Федерации»
- Грамоты Министерства культуры Российской Федерации (2001, 2004)
- Грамоты Федерального агентства по культуре и кинематографии (2005)
- Ведомственные медали министерства обороны СССР и РФ
- Награды Русской православной церкви.